# West Lindfield, New South Wales
West Lindfield este o suburbie în Sydney, Australia.